# Kanton Sisteron
Der Kanton Sisteron ist ein französischer Wahlkreis im Département Alpes-de-Haute-Provence in der Region Provence-Alpes-Côte d’Azur. Er umfasst 15 Gemeinden im Arrondissement Forcalquier und hat sein bureau centralisateur in Sisteron.

## Gemeinden
Der Kanton besteht aus 15 Gemeinden mit insgesamt 13.272 Einwohnern (Stand: 1. Januar 2022) auf einer Gesamtfläche von 451,58 km²:
| Gemeinde                 | Einwohner 1. Januar 2022 | Fläche km² | Dichte Einw./km² | Code INSEE | Postleitzahl |
| ------------------------ | ------------------------ | ---------- | ---------------- | ---------- | ------------ |
| Authon                   | 59                       | 40,16      | 1                | 04016      | 04200        |
| Bevons                   | 256                      | 11,26      | 23               | 04027      | 04200        |
| Châteauneuf-Miravail     | 75                       | 19,70      | 4                | 04051      | 04200        |
| Curel                    | 59                       | 10,45      | 6                | 04067      | 04200        |
| Entrepierres             | 409                      | 47,79      | 9                | 04075      | 04200        |
| Les Omergues             | 128                      | 34,22      | 4                | 04140      | 04200        |
| Mison                    | 1.115                    | 31,72      | 35               | 04123      | 04200        |
| Noyers-sur-Jabron        | 527                      | 56,58      | 9                | 04139      | 04200        |
| Peipin                   | 1.496                    | 13,15      | 114              | 04145      | 04200        |
| Saint-Geniez             | 107                      | 38,94      | 3                | 04179      | 04200        |
| Saint-Vincent-sur-Jabron | 168                      | 30,20      | 6                | 04199      | 04200        |
| Salignac                 | 679                      | 14,42      | 47               | 04200      | 04290        |
| Sisteron                 | 7.776                    | 50,25      | 155              | 04209      | 04200        |
| Sourribes                | 179                      | 19,75      | 9                | 04211      | 04290        |
| Valbelle                 | 239                      | 32,99      | 7                | 04229      | 04200        |
| Kanton Sisteron          | 13.272                   | 451,58     | 29               | 0414       | –            |

Bis zur Neuordnung gehörten zum Kanton Sisteron die 5 Gemeinden Authon, Entrepierres, Mison, Saint-Geniez und Sisteron. Sein Zuschnitt entsprach einer Fläche von 208,86 km2. Er besaß vor 2015 einen anderen INSEE-Code als heute, nämlich 0427. Im Zuge der Neuordnung nahm er die Gemeinden der aufgelösten Kantons Noyers-sur-Jabron auf.

## Politik
| Vertreter im Départementsrat | Vertreter im Départementsrat  | Vertreter im Départementsrat |
| Amtszeit                     | Namen                         | Partei                       |
| ---------------------------- | ----------------------------- | ---------------------------- |
| 2001–2015                    | Claude Brémond                | UDF, später UMP              |
| 2015–                        | Robert Gay Isabelle Morineaud | UMP                          |